# Joe Armstrong (Informatiker)

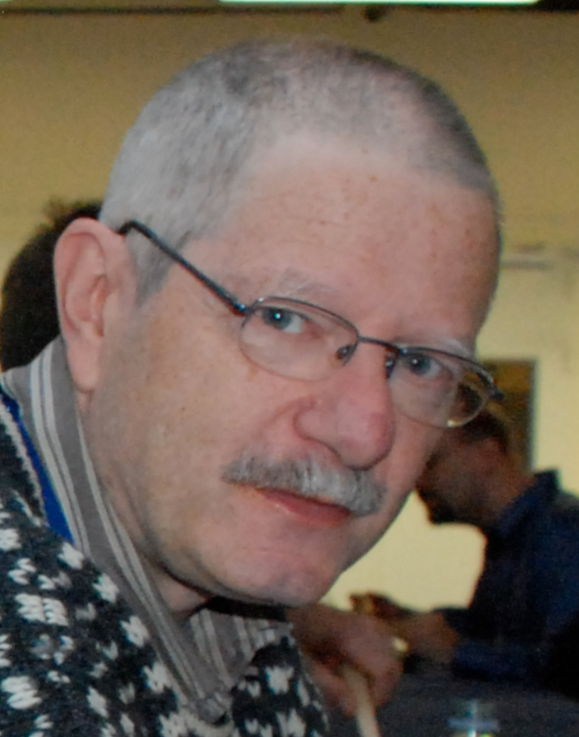
Armstrong (2009)

Joseph „Joe“ Leslie Armstrong (* 27. Dezember 1950 in Bournemouth, England; † 20. April 2019) war ein britischer Informatiker mit Arbeitsgebiet fehlertolerante, verteilte Systeme. Er war der Erfinder der Programmiersprache Erlang.

## Biographie
Mit 17 Jahren begann Armstrong, auf einem Mainframe seines Schulbezirks Fortran zu programmieren. Diese Erfahrung half ihm während seines Physikstudiums am University College London, und er fing an, im Austausch gegen Bier die Programme seiner Kommilitonen zu debuggen. Während der Forschung für seine Doktorarbeit im Bereich der Hochenergiephysik ging ihm das Geld aus. Er erhielt jedoch ein Jobangebot für das Departement of Machine Intelligence in Edinburgh und wurde dort Assistent von Donald Michie. Die britische Regierung strich jedoch, nachdem Armstrong ein Jahr dort gearbeitet hatte, die Fördermittel. Danach ging Armstrong nach Schweden, wo er als Programmierer für EISCAT, Swedish Space Corporation und danach Ericsson arbeitete. Während seiner Arbeit für das Ericsson Computer Science Lab entwickelte er 1986 Erlang. Ab 2014 war er Professor an der Kungliga Tekniska Högskolan in Stockholm. Armstrong verstarb 2019 im Alter von 68 Jahren.

## Werke
- Joe Armstrong: Making reliable systems in the presence of software errors. 2003 (erlang.org [PDF; 839 kB] Dissertation, Royal Institute of Technology, Stockholm, Final version (with corrections) – last update 20 November 2003).
- Joe Armstrong: Programming Erlang: Software for a Concurrent World. 2. Auflage. Pragmatic Bookshelf, Frisco, TX 2013, ISBN 978-1-937785-53-6.